# جون موريس كلارك
جون موريس كلارك (بالإنجليزية: John Maurice Clark)‏ هو اقتصادي أمريكي، ولد في 30 نوفمبر 1884 في نورثهامبتون في الولايات المتحدة، وتوفي في 27 يونيو 1963 في ويستبورت (كونيتيكت) في الولايات المتحدة.

## وصلات خارجية
- جون موريس كلارك على موقع الموسوعة البريطانية (الإنجليزية)